# 啓仁街
啓仁街（英語：Kai Yan Street）是香港一條位於觀塘區的街道，連接宏光道及啓禮道。

## 沿線建築物
- 麗晶商場
- 聖公會九龍灣基樂小學
- 啓仁街休憩處
- 九龍灣健康中心
- 佛教慈敬學校
- 九龍灣公園單車場